# Chi phí sở hữu khách hàng
Chi phí sở hữu khách hàng (tiếng Anh: customer acquisition cost) là chi phí liên quan đến việc thuyết phục khách hàng mua sản phẩm / dịch vụ. Chi phí này do tổ chức phát sinh để thuyết phục khách hàng tiềm năng. Đây là một số liệu kinh doanh quan trọng. Nó đóng một vai trò quan trọng trong việc tính toán giá trị của khách hàng cho công ty và lợi tức đầu tư (ROI) thu được. Việc tính toán định giá của khách hàng giúp một công ty quyết định có bao nhiêu nguồn lực của nó có thể được chi tiêu một cách có lợi cho một khách hàng cụ thể. Nói chung, nó giúp quyết định giá trị của khách hàng cho công ty.
Chi phí sở hữu khách hàng (viết tắt là CAC) đề cập đến các tài nguyên mà doanh nghiệp phải phân bổ (tài chính hoặc tài nguyên khác) để có được khách hàng bổ sung.
Về mặt số lượng, chi phí sở hữu khách hàng thường được biểu thị dưới dạng tỷ lệ - chia tổng số tiền của CAC cho số lượng khách hàng quen bổ sung do doanh nghiệp sở hữu do chiến lược sở hữu khách hàng.

## Mức độ liên quan
Chi phí sở hữu khách hàng thường sẽ tăng khi doanh nghiệp đáo hạn. Nó cũng là điển hình để thấy lợi tức giảm dần trên CAC khi một doanh nghiệp phát triển về kích thước và có thể phân tán theo địa lý. Tại một thời điểm nào đó, chiến lược sở hữu khách hàng nhất định sẽ không còn mang lại lợi ích - điều này có nghĩa là tỷ suất lợi nhuận tài chính có thể được mong đợi đi cùng khách hàng mới sẽ vượt qua chi phí sở hữu những khách hàng đó. Hầu hết các doanh nghiệp chọn áp dụng một chiến lược khác nhau một cách khôn ngoan cho việc sở hữu khách hàng trước khi đạt được điểm này.
Chi phí sở hữu khách hàng có thể được sử dụng kết hợp với SaaS, doanh số phần mềm B2B và các công ty khởi nghiệp. Số liệu được đề cập trong các ấn phẩm của các công ty đầu tư mạo hiểm như Accel Partners, Bessemer Venture Partners hoặc Matrix Partners. Tỷ lệ CAC cũng xuất hiện trong các tạp chí định hướng kinh doanh như Forbes và Inc.com.